# Yoğunhisar, Boğazlıyan
Yoğunhisar là một xã thuộc huyện Boğazlıyan, tỉnh Yozgat, Thổ Nhĩ Kỳ. Dân số thời điểm năm 2010 là 689 người.